# Хиршфельд (Саксония)
Хиршфельд (нем. Hirschfeld) — община (коммуна) в Германии, в земле Саксония. Входит в состав района Цвиккау. Подчиняется управлению Кирхберг. Расположена рядом с автобаном 72 (европейский маршрут E441).
Население составляет 1205 человека (на 31 декабря 2013 года). Занимает площадь 19,06 км².
Коммуна подразделяется на 3 сельских округа: Хиршфельд, Нидеркриниц и Фойгтсгрюн.